# КВЧ-терапия

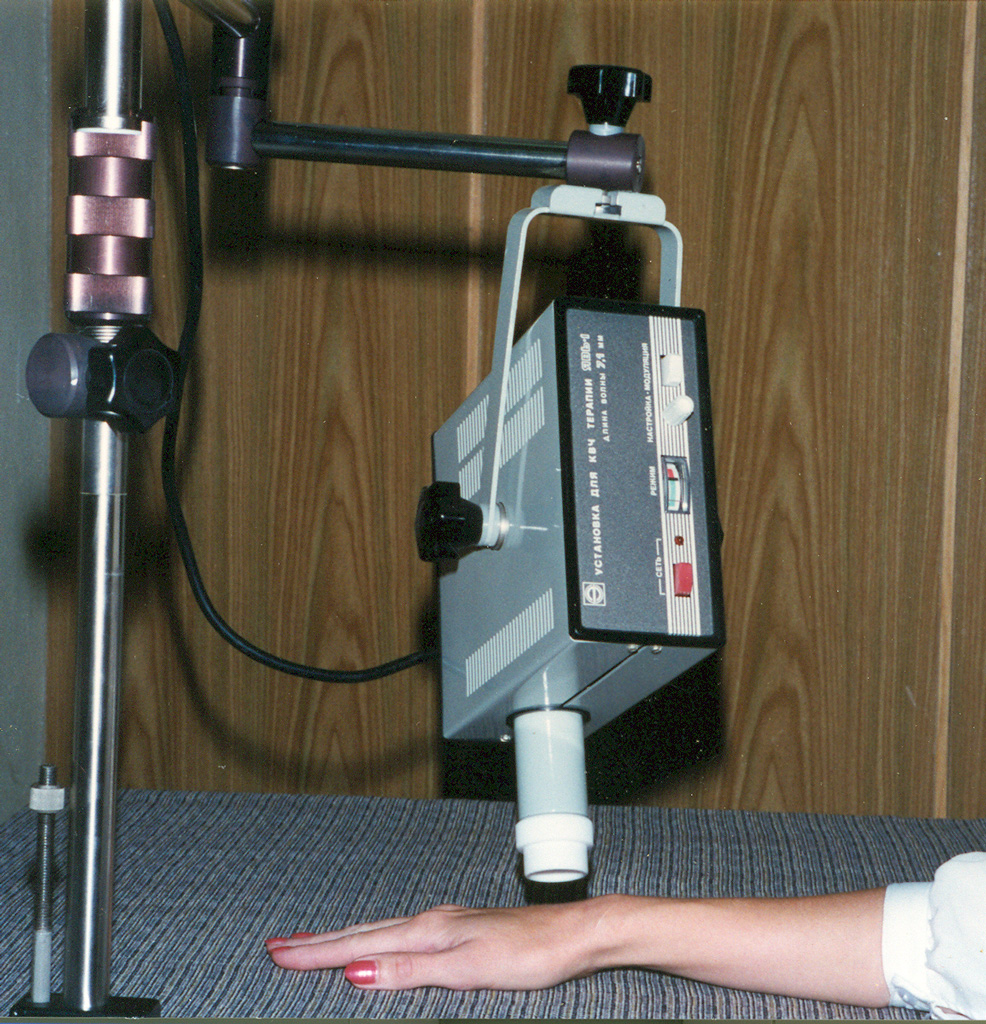
Лечение с помощью КВЧ-терапии заболевания лучезапястного сустава

КВЧ-терапи́я, крайне высокочастотная терапия — медицинская практика, использующая в качестве лечебного воздействия облучение живых организмов и их частей электромагнитным излучением (ЭМИ) низкой интенсивности в миллиметровом диапазоне.
КВЧ-терапия относится к альтернативной медицине.

## Общее описание
Для лечебного воздействия в КВЧ-терапии используется электромагнитное излучение интенсивностью менее 10 мВт/см² частотой от 30 до 300 ГГц (длины волн от 1 до 10 мм).
Изучение воздействия электромагнитного излучения высоких частот миллиметрового диапазона началось в 1960 годах в СССР, ФРГ и Италии.
Электромагнитные волны КВЧ имеют крайне малую проникающую способность. Глубина проникновения в ткани организма — менее миллиметра. Энергия его квантов ниже энергии химических связей, поэтому излучение КВЧ не повреждает молекулы и, тем более, атомы, не является ионизирующим. Нагрев тканей излучением КВЧ незначителен, тепловое воздействие на организм оно не оказывает.
Группа под руководством Н. Д. Девяткова предложила акустоэлектрическую модель взаимодействия излучения КВЧ с кожей, в которой электромагнитные волны вызывают акустические колебания на частотах резонанса белковых молекул, молекул ДНК и клеточных мембран.

## Применение
КВЧ-терапия применяется в России в кардиологии, неврологии, пульмонологии, травматологии, гастроэнтерологии, стоматологии, дерматологии, гинекологии, урологии, педиатрии, онкологии, наркологии. Воздействовать излучением КВЧ рекомендуется на акупунктурные точки организма.

### Противопоказания
КВЧ-терапия противопоказана при острых реактивных психозах, недостаточности кровообращения и других заболеваниях крови, при острых инфекционных заболеваниях неизвестной этиологии, острых хирургических заболеваниях. Частичными противопоказаниями являются камни в почках и желчном пузыре, внутренние кровотечения, аллергические заболевания, сепсис, тяжёлые острые инфекции.
Облучение КВЧ противопоказано при наличии у пациента имплантированного искусственного водителя ритма сердца.